# Montferrand-du-Périgord
Montferrand-du-Périgord è un comune francese di 181 abitanti situato nel dipartimento della Dordogna nella regione della Nuova Aquitania.

## Società

### Evoluzione demografica
Abitanti censiti